# 乌伊凯尔
乌伊凯尔，是匈牙利杰尔-莫雄-肖普朗州所辖的一个村。总面积32.38平方公里，总人口963，人口密度29.7人/平方公里（2011年1月1日）。